# Turośl (przystanek kolejowy)
Turośl – od 1.04.1973 zlikwidowany wąskotorowy kolejowy przystanek osobowy w Turośli, w województwie podlaskim, w Polsce.